# Танутамон
Танутамон — последний кушитский фараон на египетском престоле, сын Шабаки и племянник Тахарки. Правил, предположительно, в 664/663—657/656 годах до н. э.

## Биография
Можно встретить работы, в которых Тануатамон считается сыном фараона Шабатака. Тахарка в последний год своего царствования сделал Тануатамона соправителем и наместником Фиваиды. В Фиваиде Тануатамон увидел во сне двух змей урея. Толкователи нашли в этом указание на его владычество над всем Египтом.
Короновавшись в том же году в Напате, Тануатамон с войском проехал по Египту, где его приветствовали до самой Дельты. Мемфис сначала не принял нового фараона, но сдался после небольшого сопротивления. Фараон везде приносил жертвы местным богам, а в Мемфисе велел выстроить в храме новую залу. Мелкие князьки Дельты, сначала запершиеся в своих городах, изъявили покорность и были утверждены в своих правах. Устроив дела Египта, Тануатамон вернулся в Эфиопию. Так повествует поставленная им иероглифическая «надпись о сновидении» на горе Джебель-Баркал в Напате. Летописи Ашшурбанипала Ассирийского дополняют её в том отношении, что уход Тануатамона из Египта оказывается не добровольным: его выгнали завоёвывающие страну ассирийцы. Мемфис был оставлен, царь бежал и из Фив, которые подверглись новому разграблению ассирийцами.
Флиндерс Питри нашёл в 1896 году близ храма царицы Таусер шлемы ассирийских солдат. Ассирийские летописи называют Тануатамона Тандамани. При Тануатамоне, как и при Тахарке, в Фивах сидел местный правитель Монтуэмхет, имевший титул «четвёртого жреца Амона». Он удерживал власть и под ассирийским владычеством. В надписях на статуях, поставленных им в храме Мут и найденных в 1896—1897 годах, а также в карнакской надписи он говорит о своей деятельности по восстановлению и приведению в порядок храмов, разрушенных и разграбленных ассирийцами.
Евсевий Кесарийский цитируя Манефона указывает, что Танутамон, названный там Аммерисом Эфиопским, и отнесённый почему-то к XXVI (Саисской) династии, правил в течение 12 лет (из Синкелла) или 18 лет (из Армянской версии). В восходящей же к Манефону «Книге Сотис» он называется Амаесом и ему приписывается 38 лет правления.
Захоронение — K.16, Эль-Курру.

## Имя
| G5 |

| G5 |

| V29 | U7 · X1 |

| V29 | U7 · X1 |

| nswt&bity |

| nswt&bity |

| N5 | E10 | D28 |

| N5 | E10 | D28 |

| N5 | E10 | D28 |

| N5 | E10 | D28 |

| N5 | E10 | D28 |

| N5 | E10 | D28 |

| N5 | E10 | D28 |

| N5 | E10 | D28 |

| G39 | N5 |

| G39 | N5 |

| M17 | Y5 · N35 | N17 · N35 | V4 | U33 |

| M17 | Y5 · N35 | N17 · N35 | V4 | U33 |

| M17 | Y5 · N35 | N17 · N35 | V4 | U33 |

| M17 | Y5 · N35 | N17 · N35 | V4 | U33 |

| M17 | Y5 · N35 | N17 · N35 | V4 | U33 |

| M17 | Y5 · N35 | N17 · N35 | V4 | U33 |

| M17 | Y5 · N35 | N17 · N35 | V4 | U33 |

| M17 | Y5 · N35 | N17 · N35 | V4 | U33 |

| M17 | Y5 · N35 | N17 · V4 | N35 · U33 |

| M17 | Y5 · N35 | N17 · V4 | N35 · U33 |

| M17 | Y5 · N35 | N17 · V4 | N35 · U33 |

| M17 | Y5 · N35 | N17 · V4 | N35 · U33 |

| M17 | Y5 · N35 | N17 · V4 | N35 · U33 |

| M17 | Y5 · N35 | N17 · V4 | N35 · U33 |

| M17 | Y5 · N35 | N17 · V4 | N35 · U33 |

| M17 | Y5 · N35 | N17 · V4 | N35 · U33 |